# Saison 1932-1933 de la Can-Am
Saison précédente Saison suivante
La saison 1932-1933 est la septième saison de la Canadian-American Hockey League. Cinq franchises jouent chacune 48 rencontres alors que la sixième, les Indians de Springfield, cesse ses activités le 20 décembre et ne termine pas la saison. Les Cubs de Boston remportent le Trophée Henri Fontaine en battant les Arrows de Philadelphie en 5 matches en séries éliminatoires.

## Saison régulière
| Clt   | Équipe                 | PJ | V  | D  | N | BP  | BC  | Pts |
| ----- | ---------------------- | -- | -- | -- | - | --- | --- | --- |
| +001, | Arrows de Philadelphie | 48 | 29 | 12 | 7 | 153 | 95  | 65  |
| +002, | Reds de Providence     | 48 | 26 | 16 | 6 | 129 | 117 | 58  |
| +003, | Cubs de Boston         | 48 | 21 | 18 | 9 | 136 | 119 | 51  |
| +004, | Eagles de New Haven    | 48 | 16 | 27 | 5 | 100 | 137 | 37  |
| +005, | Castors de Québec      | 48 | 11 | 30 | 7 | 106 | 156 | 29  |
| +006, | Indians de Springfield | 13 | 6  | 5  | 2 | 29  | 29  | 14  |

- En gras : champion de la saison régulière
- En italique : qualifié pour les séries

## Séries éliminatoires
La ligue ne comptant plus que cinq équipes en fin de saison, seules trois d'entre elles sont qualifiées pour les séries. Les Arrows de Philadelphie, vainqueurs de la saison régulière, sont directement qualifiés pour la finale alors que les Reds de Providence et les Cubs de Boston s'affrontent en deux matchs pour désigner l'autre finaliste. Les Cubs de Boston battent les Reds 7 buts à 4 puis remportent la finale en gagnant trois matches à deux contre les Arrows,.

### Résultats
- 1er tour
  - Providence 2-4 Boston
  - Boston 3-2 Providence
- Finale
  - Philadelphie 1-0 Boston
  - Philadelphie 3-2 Boston
  - Boston 5-1 Philadelphie
  - Boston 4-2 Philadelphie
  - Philadelphie 3-4 Boston